# Tomas Arana
Pour les articles homonymes, voir Arana.
Tomas Arana, né Thomas Clifford Arana, est un acteur américain, né le 3 avril 1955 à Auburn (Californie).

## Vie privée
Arana, qui parle couramment l'italien et l'anglais et parle français et espagnol, partage son temps entre l'Italie et Hollywood. Il a trois fils. Il pratique le kendo.

## Filmographie
- 1978 : D'amour et de sang (Fatto di sangue fra due uomini per causa di una vedova. Si sospettano moventi politici) de Lina Wertmüller
- 1979 : Mélodie meurtrière (Giallo napoletano) de Sergio Corbucci
- 1981 : La Peau (La pelle) de Liliana Cavani
- 1987 : Io e mia sorella de Carlo Verdone
- 1988 : Domino d'Ivana Massetti
- 1988 : La Dernière Tentation du Christ (The Last Temptation of Christ) de Martin Scorsese
- 1989 : Sanctuaire (La chiesa) de Michele Soavi
- 1990 : À la poursuite d'Octobre Rouge (The Hunt for Red October) de John McTiernan : Loginov
- 1991 : La Secte (La setta) de Michele Soavi
- 1992 : Le Maître de la terreur (Il maestro del terrore) de Lamberto Bava
- 1992 : The Bodyguard de Mick Jackson : Greg Portman
- 1993 : Tombstone : Frank Stillwell
- 1996 : Passage pour le paradis (Passaggio per il paradiso) d'Antonio Baiocco (it) : Harrison
- 1997 : L.A. Confidential de Curtis Hanson : l'inspecteur Michael Breuning
- 1997 : Ultimo taglio de Marcello Avallone : Vincent
- 2000 : Gladiator de Ridley Scott : Quintus
- 2001 : Pearl Harbor de Michael Bay : Vice-Amiral Frank J. 'Jack' Fletcher
- 2004 : La Mort dans la peau de Paul Greengrass : Martin Marshall, chef de la CIA
- 2008 : Les Insurgés (Defiance) d'Edward Zwick : Ben Zion Gulkowitz
- 2010 : Mission London (en) de Dimitar Mitovski : Munroe
- 2010 : The Roommate de Christian E. Christiansen : Jeff Evans
- 2011 : Limitless de Neil Burger : l'homme au manteau beige
- 2012 : The Dark Knight Rises : l'avocat de Bruce Wayne
- 2013 : Roméo et Juliette de Carlo Carlei : Montaigu
- 2016 : Ustica: The Missing Paper de Renzo Martinelli : Fragalà
- 2024 : Limonov, la ballade (Limonov: The Ballad of Eddie) de Kirill Serebrennikov : Stephen